# Exochus pallipes
Exochus pallipes là một loài tò vò trong họ Ichneumonidae.